# Liga Mexicana de Béisbol 2016
La Temporada 2016 de la Liga Mexicana de Béisbol fue la edición número 92. La fecha de inicio de la campaña fue el viernes 1 de abril cuando los Tigres de Quintana Roo, campeones del 2015, recibieron a los Leones de Yucatán y los Toros de Tijuana recibieron a los Broncos de Reynosa.
Para el sábado 2 de abril Monterrey inauguró en México, Aguascalientes en Laguna, Saltillo en Monclova, Puebla en Oaxaca, Veracruz en Tabasco y Ciudad del Carmen en Campeche. El domingo 3 de abril se devolvieron todas las visitas, incluyendo Quintana Roo en Yucatán y Tijuana en Reynosa.
En Asamblea de Presidentes realizada en Monterrey, Nuevo León, se analizó la propuesta de las Grandes Ligas de Béisbol, en relación con un acuerdo de trabajo con la LMB, con el objetivo de llevar más jugadores mexicanos a Grandes Ligas y en menos tiempo, según lo dicho por el C.P. Plinio Escalante Bolio, presidente del circuito. En este sentido, las Grandes Ligas entregaron los resultados del proceso de evaluación, llevado a cabo en las instalaciones de la Academia de la LMB, en El Carmen, Nuevo León. Los jugadores seleccionados participaron en el showcase programado para los días 13 y 14 de noviembre de 2015, en el Estadio de Béisbol Monterrey. Asimismo, se informó que luego de que venció su periodo de tres años en el cargo, se ratificó al Sr. Cuauhtémoc Rodríguez, presidente ejecutivo de Tigres, como representante de la LMB ante el Board of Trustees de las Ligas Menores de Béisbol. Finalmente se dio a conocer que el Lic. Gerardo Benavides Pape, presidente de los Pericos de Puebla, ratificó que el equipo permanecería en dicha plaza.
Se firmó con la Cadena Rasa, por duodécimo año consecutivo, el contrato de concesión de derechos para transmitir en vivo y a nivel nacional el Juego de Estrellas y la Serie del Rey 2016. Además se anunció un programa semanal enfocado en la LMB.
Por otra parte, se dio a conocer que el C.P. Plinio Escalante Bolio aceptó dirigir al circuito por dos años más (2017-2018), además de presentar al Lic. Javier Balseca González como nuevo director de comercialización y difusión de la liga. En relación con la participación de los jugadores mexicanos, cuyos contratos pertenecían a la LMB, en el Preclásico Mundial, se acordó que la LMB apoyaría a la Selección de béisbol de México, proporcionando jugadores que estuvieran bajo contrato en la LMB. El presidente de la FEMEBE acordó con el presidente de la LMB que, en el futuro, la Comisión de Selecciones Nacionales de la LMB sea quien integre y maneje en lo deportivo a la Selección Mexicana, en coordinación con la FEMEBE, en todos los torneos internacionales en donde participen peloteros profesionales.
En cuanto a la transmisión de juegos por televisión, se anunció el acuerdo entre Televisa Deportes Network y la LMB para transmitir a partir del 1 de abril y a lo largo de la temporada regular 2016 tres juegos semanales (jueves, viernes y domingos), a través de Univisión TDN. Además, TDN obtuvo los derechos de transmisión del Home Run Derby "Andrés Mora 2016", presentado por "Tostitos" y el "Juego de Estrellas Tostitos 2016", ambos celebrados del 3 al 5 de junio en Monterrey, Nuevo León; además de la Serie del Rey que inició el 7 de septiembre.
Al término de la temporada 2016, considerados los Playoffs y la Serie del Rey, asistieron 4 millones 649 mil 420 aficionados, es decir, 19 mil 166 fanáticos más que en 2015, cuando se registró una asistencia de 4 millones 630 mil 254 aficionados.
Los Pericos de Puebla dirigidos por Cory Snyder se coronaron campeones al superar 4-2 a los Toros de Tijuana en la serie por el título. El juego decisivo se disputó el 14 de septiembre en el Estadio Gasmart de Tijuana, Baja California.
La Serie Final por el título de la LMB denominada Serie del Rey, fue transmitida por televisión por Univisión TDN, AYM Sports y Sky Sports. Mientras que la Cadena Rasa la transmitió por radio a nivel nacional por duodécimo año consecutivo.

## Cambios en la competencia
Para este torneo no hubo cambios, se mantuvo el mismo sistema de competencia del año pasado: rol corrido y los tres primeros lugares de cada zona calificaron de manera directa con base en el porcentaje de ganados y perdidos, el quinto y cuarto sostendrían un juego de eliminación directa, siempre y cuando no haya habido una diferencia mayor a tres juegos entre ellos. Además se mantuvo el número de seis extranjeros por equipo.
Por otro lado, se oficializó que los jugadores mexicanos nacidos en el extranjero podrían ser contratados de manera libre, con 14 votos a favor, uno en contra (Tigres de Quintana Roo) y una abstención, dado que Vaqueros Laguna no estuvo presente.
En tanto, nueve jugadores que en su momento firmaron de manera directa a Estados Unidos, jugaron en la LMB en 2016, seis de los cuales fueron sorteados:
Vía sorteo:
1. Édgar Osuna. (Olmecas de Tabasco).
2. Amadeo Zazueta. (Acereros del Norte).
3. Ángel Francisco Rivera. (Piratas de Campeche).
4. Marco Antonio Camarena. (Saraperos de Saltillo).
5. José Santiago Chávez. (Tigres de Quintana Roo).
6. Melchor Urquídez. (Sultanes de Monterrey).

Vía directa por pertenecer a dichos equipos:
1. Rogelio Noris. (Vaqueros Laguna).
2. Sebastián Valle. (Olmecas de Tabasco).
3. Óscar Alejandro Astorga. (Sultanes de Monterrey).

Sobre los jugadores extranjeros que dieron positivo en pruebas antidopaje, a partir de 2016, se acordó lo siguiente: "Un jugador puede cumplir su castigo por dar positivo en la lista de reserva de un club (restringidos), el cual deberá jugar con un extranjero menos. En caso de que el equipo quiera firmar a otro jugador, en el lapso de tener en la lista de restringidos a un pelotero que cumple un castigo, dicho jugador pasa a waiver. El equipo que lo reclame deberá esperar a que cumpla con los juegos que le restan de castigo en la lista de restringidos y jugar con un extranjero menos. Si nadie lo reclama, el jugador quedará libre".
En cuanto a los peloteros extranjeros que dieron positivo antes de 2016: "Los jugadores que dieron positivo tiempo atrás podrán ser contratados vía waiver, siempre y cuando ya hayan transcurrido 50 juegos".
El sorteo de jugadores extranjeros que dieron positivo en los mecanismos antidopaje, quienes ya han saldado su sanción de 50 juegos, fue el siguiente:
- Broncos de Reynosa:  Ronnie Mustelier.
- Rojos del Águila de Veracruz:  Alex Romero.
- Sultanes de Monterrey:  Wellington Dotel.
- Delfines del Carmen:  Jerry Owens.
- Olmecas de Tabasco:  Wesley Bankston.
- Pericos de Puebla:  J.C. Romero.
- Toros de Tijuana:  Reggie Abercrombie.
- Acereros del Norte:  Junior José Guerra.

La lista de jugadores que no firmaron contrato para la temporada fue la siguiente:
1. Gerardo Bustamante, de Ciudad del Carmen.
2. Juan Jesús Martínez, de Ciudad del Carmen.
3. Javier Martínez, de Reynosa.
4. Leonardo González, de Tijuana.
5. Jesús Cota, de Saltillo.

Por último, se aprobaron las fechas en que se celebrarían las Asambleas de Presidentes esta temporada:
1. 27 de mayo en Monterrey, Nuevo León.
2. Julio, día por definir: Ciudad de México.
3. 23 de septiembre: Oaxaca, Oaxaca.
4. Noviembre, día por definir: Cancún, Quintana Roo.
5. 5 al 7 de diciembre: Washington D. C.

Calendario
- Calendario Temporada 2016.

## Equipos participantes
| Liga Mexicana de Béisbol 2016 |                              |           |                   |                                |                                      |           |
| Zona                          | Equipo                       | Fundación | Mánager           | Ciudad                         | Estadio                              | Capacidad |
| Norte                         | Acereros del Norte           | 1974      | Homar Rojas       | Monclova, Coahuila             | Monclova                             | 8,500     |
| Norte                         | Broncos de Reynosa           | 1963      | Héctor Hurtado    | Reynosa, Tamaulipas            | Adolfo López Mateos                  | 10,000    |
| Norte                         | Diablos Rojos del México     | 1940      | Víctor Bojórquez  | Ciudad de México               | Fray Nano                            | 5,000     |
| Norte                         | Rieleros de Aguascalientes   | 1975      | Saúl Soto         | Aguascalientes, Aguascalientes | Alberto Romo Chávez                  | 6,494     |
| Norte                         | Saraperos de Saltillo        | 1970      | Francisco Estrada | Saltillo, Coahuila             | Francisco I. Madero                  | 16,000    |
| Norte                         | Sultanes de Monterrey        | 1939      | Félix Fermín      | Monterrey, Nuevo León          | Monterrey                            | 22,061    |
| Norte                         | Toros de Tijuana             | 2004      | Pedro Meré        | Tijuana, Baja California       | Gasmart                              | 17,000    |
| Norte                         | Vaqueros Laguna              | 1940      | Daniel Fernández  | Torreón, Coahuila              | Revolución                           | 9,500     |
| Sur                           | Delfines del Carmen          | 2011      | Orlando Sánchez   | Ciudad del Carmen, Campeche    | Resurgimiento                        | 8,200     |
| Sur                           | Guerreros de Oaxaca          | 1996      | Alfonso Jiménez   | Oaxaca, Oaxaca                 | Eduardo Vasconcelos                  | 7,200     |
| Sur                           | Leones de Yucatán            | 1954      | Willie Romero     | Mérida, Yucatán                | Kukulcán Álamo                       | 14,917    |
| Sur                           | Olmecas de Tabasco           | 1975      | Enrique Reyes     | Villahermosa, Tabasco          | Centenario 27 de Febrero             | 8,500     |
| Sur                           | Pericos de Puebla            | 1938      | Cory Snyder       | Puebla, Puebla                 | Hermanos Serdán                      | 12,112    |
| Sur                           | Piratas de Campeche          | 1980      | Lino Rivera       | Campeche, Campeche             | Nelson Barrera Romellón              | 6,000     |
| Sur                           | Rojos del Águila de Veracruz | 1903      | Eddy Castro       | Veracruz, Veracruz             | Deportivo Universitario "Beto Ávila" | 7,782     |
| Sur                           | Tigres de Quintana Roo       | 1955      | Roberto Vizcarra  | Cancún, Quintana Roo           | Beto Ávila                           | 9,500     |

## Posiciones
- Actualizadas las posiciones al 12 de agosto de 2016.

| Zona Norte     | Zona Norte | Zona Norte | Zona Norte | Zona Norte |
| Equipo         | JG         | JP         | PCT        | JV         |
| -------------- | ---------- | ---------- | ---------- | ---------- |
| Monterrey      | 72         | 39         | .649       | -          |
| Monclova       | 69         | 43         | .616       | 3.5        |
| Tijuana        | 64         | 48         | .571       | 8.5        |
| Laguna         | 63         | 50         | .558       | 10.0       |
| México         | 57         | 54         | .514       | 15.0       |
| Aguascalientes | 53         | 58         | .477       | 19.0       |
| Saltillo       | 50         | 61         | .450       | 22.0       |
| Reynosa        | 24         | 88         | .214       | 48.5       |

| Zona Sur          | Zona Sur | Zona Sur | Zona Sur | Zona Sur |
| Equipo            | JG       | JP       | PCT      | JV       |
| ----------------- | -------- | -------- | -------- | -------- |
| Yucatán           | 77       | 33       | .700     | -        |
| Puebla            | 74       | 38       | .661     | 4.0      |
| Quintana Roo      | 68       | 45       | .602     | 10.5     |
| Campeche          | 57       | 51       | .528     | 19.0     |
| Tabasco           | 44       | 67       | .396     | 33.5     |
| Veracruz          | 43       | 67       | .391     | 34.0     |
| Oaxaca            | 42       | 70       | .375     | 36.0     |
| Ciudad del Carmen | 31       | 76       | .290     | 44.5     |

| Clasificado a los playoffs |

## Juego de Estrellas
El Juego de Estrellas de la LMB se realizó el domingo 5 de junio en el Estadio de Béisbol Monterrey de Monterrey, Nuevo León, casa de los Sultanes de Monterrey. En dicho encuentro la Zona Norte se impuso a la Zona Sur por 8-4. La Serie del Rey arrancó en casa del equipo que representó a los norteños, algo que no acontecía desde la campaña 2010. José Amador de los Acereros del Norte fue elegido el jugador más valioso del encuentro. Previo al partido, el sábado por la noche, se efectuó la entrega de anillos de los participantes del Juego de Estrellas 2016. Cabe destacar que dos días antes del partido, el viernes por la noche, se efectuó la premiación a lo mejor del 2015 en una Cena de Gala.
El Juego de Estrellas 2016 fue transmitido en vivo por televisión por Sky Sports y AYM Sports, mientras que Univisión TDN lo hizo de forma diferida. Asimismo Cadena Rasa fue la encargada de la transmisión por radio. El Home Run Derby fue transmitido por televisión en vivo y en exclusiva por Univisión TDN, mientras Cadena Rasa lo transmitió por radio.
- Programa del Juego de Estrellas 2016.
- Roster Zona Sur.
- Roster Zona Norte.
- Galería: Juego de Estrellas Tostitos 2016.

### Cuerpo técnico
A continuación se muestran los cuerpos técnicos de las selecciones Sur y Norte que participaron en el Juego de Estrellas Tostitos 2016.
| Puesto     | Nombre           | Equipo                 |
| ---------- | ---------------- | ---------------------- |
| Mánager    | Roberto Vizcarra | Tigres de Quintana Roo |
| Entrenador | Willie Romero    | Leones de Yucatán      |
| Entrenador | Martín Arzate    | Tigres de Quintana Roo |
| Entrenador | Gerardo Sánchez  | Tigres de Quintana Roo |
| Entrenador | Armando Valdez   | Tigres de Quintana Roo |
| Entrenador | Isidro Márquez   | Piratas de Campeche    |
| Bat boy    | José Carbonell   | Leones de Yucatán      |
| Bat boy    | Mario Palazuelos | Sultanes de Monterrey  |
| Trainer    | Erick Herrera    | Sultanes de Monterrey  |
| Trainer    | Pablo Aranguré   | Sultanes de Monterrey  |

| Puesto     | Nombre                   | Equipo                     |
| ---------- | ------------------------ | -------------------------- |
| Mánager    | Homar Rojas              | Acereros del Norte         |
| Entrenador | Julio César Miranda      | Acereros del Norte         |
| Entrenador | Luis Fernando Méndez     | Diablos Rojos del México   |
| Entrenador | Adulfo Camacho           | Rieleros de Aguascalientes |
| Entrenador | Noé Muñoz                | Saraperos de Saltillo      |
| Entrenador | Juan Francisco Rodríguez | Sultanes de Monterrey      |
| Bat boy    | Oscar Mora               | Diablos Rojos del México   |
| Bat boy    | Mario Cabrera            | Acereros del Norte         |
| Trainer    | Adrián Guerra            | Acereros del Norte         |
| Trainer    | Fidel Vázquez            | Sultanes de Monterrey      |

### Tirilla
| Equipo                                                                                             | 1 | 2 | 3 | 4 | 5 | 6 | 7 | 8 | 9 | C | H  | E |
| -------------------------------------------------------------------------------------------------- | - | - | - | - | - | - | - | - | - | - | -- | - |
| Zona Sur                                                                                           | 0 | 0 | 0 | 0 | 1 | 0 | 2 | 0 | 1 | 4 | 8  | 0 |
| Zona Norte                                                                                         | 0 | 4 | 0 | 0 | 0 | 0 | 4 | 0 | X | 8 | 12 | 1 |
| G: Josh Lowey (1-0, 0.00); P: Orlando Lara (0-1, 20.25); SV: No hubo.                              |   |   |   |   |   |   |   |   |   |   |    |   |
| HR: SUR - José Manuel Rodríguez, Jesús Valdez (2); NTE - Juan Apodaca, José Amador. ASIST: 23,421. |   |   |   |   |   |   |   |   |   |   |    |   |

- Video del Juego de Estrellas 2016.

### Home Run Derby
El Home Run Derby "Andrés Mora" se realizó el sábado 4 de junio, al cual acudieron los líderes de cuadrangulares del circuito. El italiano Alex Liddi de los Tigres de Quintana Roo conectó cuatro cuadrangulares en la ronda final para superar a su compañero de equipo Esteban Quiroz, quien conectó tres en la última ronda.
- Galería: Home Run Derby Andrés Mora 2016.

#### Jugadores participantes
| Nombre         | Equipo                 | HR |
| -------------- | ---------------------- | -- |
| Alex Liddi     | Tigres de Quintana Roo | 12 |
| Daric Barton   | Pericos de Puebla      | 11 |
| Esteban Quiroz | Tigres de Quintana Roo | 10 |
| Dave Sappelt   | Piratas de Campeche    | 10 |

| Nombre          | Equipo                     | HR |
| --------------- | -------------------------- | -- |
| Diory Hernández | Rieleros de Aguascalientes | 12 |
| Eliezer Alfonzo | Diablos Rojos del México   | 11 |
| Félix Pérez     | Sultanes de Monterrey      | 10 |
| Zoilo Almonte   | Sultanes de Monterrey      | 9  |

NOTA: Home runs al 4 de junio de 2016.

#### Tabla de posiciones
| Jugador         | Equipo         | 1ª Ronda | 2ª Ronda | Final | Total |
| --------------- | -------------- | -------- | -------- | ----- | ----- |
| Alex Liddi      | Quintana Roo   | 3        | 5        | 4     | 12    |
| Esteban Quiroz  | Quintana Roo   | 2        | 5        | 3     | 10    |
| Zoilo Almonte   | Monterrey      | 2        | 4        | -     | 6     |
| Félix Pérez     | Monterrey      | 3        | 1        | -     | 4     |
| Daric Barton    | Puebla         | 1        | -        | -     | 1     |
| Eliezer Alfonzo | México         | 1        | -        | -     | 1     |
| Diory Hernández | Aguascalientes | 1        | -        | -     | 1     |
| Dave Sappelt    | Campeche       | 0        | -        | -     | 0     |

## Playoffs
|  | Juego de comodines | Juego de comodines | Juego de comodines |           |   | Primer Playoff    | Primer Playoff    | Primer Playoff    |   |  | Series de Campeonato           | Series de Campeonato           | Series de Campeonato           |   |  | Serie del Rey        | Serie del Rey        | Serie del Rey        |  |
|  | 14 de agosto       | 14 de agosto       | 14 de agosto       |           |   | 16 - 23 de agosto | 16 - 23 de agosto | 16 - 23 de agosto |   |  | 27 de agosto - 5 de septiembre | 27 de agosto - 5 de septiembre | 27 de agosto - 5 de septiembre |   |  | 7 - 14 de septiembre | 7 - 14 de septiembre | 7 - 14 de septiembre |  |
|  |                    |                    |                    |           |   |                   |                   |                   |   |  |                                |                                |                                |   |  |                      |                      |                      |  |
|  |                    |                    |                    |           |   |                   |                   |                   |   |  |                                |                                |                                |   |  |                      |                      |                      |  |
|  |                    |                    |                    |           |   |                   |                   |                   |   |  |                                |                                |                                |   |  |                      |                      |                      |  |
|  |                    |                    |                    |           |   |                   |                   |                   |   |  |                                |                                |                                |   |  |                      |                      |                      |  |
|  |                    |                    |                    |           |   |                   |                   |                   |   |  |                                |                                |                                |   |  |                      |                      |                      |  |
|  |                    | 3                  | Tijuana            | 4         |   |                   |                   |                   |   |  |                                |                                |                                |   |  |                      |                      |                      |  |
|  |                    |                    |                    | 4         |   |                   |                   |                   |   |  |                                |                                |                                |   |  |                      |                      |                      |  |
|  |                    |                    | 2                  | Monclova  | 0 |                   |                   |                   |   |  |                                |                                |                                |   |  |                      |                      |                      |  |
|  |                    |                    | 2                  | Monclova  | 0 |                   |                   |                   |   |  |                                |                                |                                |   |  |                      |                      |                      |  |
|  |                    |                    |                    |           |   |                   |                   |                   |   |  |                                |                                |                                |   |  |                      |                      |                      |  |
|  |                    |                    |                    |           |   |                   |                   |                   |   |  |                                |                                |                                |   |  |                      |                      |                      |  |
|  |                    |                    |                    |           |   |                   | 3                 | Tijuana           | 4 |  |                                |                                |                                |   |  |                      |                      |                      |  |
|  | Zona Norte         |                    |                    |           |   |                   | 3                 | Tijuana           | 4 |  |                                |                                |                                |   |  |                      |                      |                      |  |
|  |                    |                    | 1                  | Monterrey | 3 |                   |                   |                   |   |  |                                |                                |                                |   |  |                      |                      |                      |  |
|  |                    |                    | 1                  | Monterrey | 3 |                   |                   |                   |   |  |                                |                                |                                |   |  |                      |                      |                      |  |
|  |                    |                    |                    |           |   |                   |                   |                   |   |  |                                |                                |                                |   |  |                      |                      |                      |  |
|  |                    |                    |                    |           |   |                   |                   |                   |   |  |                                |                                |                                |   |  |                      |                      |                      |  |
|  |                    | 4                  | Laguna             | 0         |   |                   |                   |                   |   |  |                                |                                |                                |   |  |                      |                      |                      |  |
|  |                    |                    |                    | 0         |   |                   |                   |                   |   |  |                                |                                |                                |   |  |                      |                      |                      |  |
|  |                    |                    | 1                  | Monterrey | 4 |                   |                   |                   |   |  |                                |                                |                                |   |  |                      |                      |                      |  |
|  |                    |                    | 1                  | Monterrey | 4 |                   |                   |                   |   |  |                                |                                |                                |   |  |                      |                      |                      |  |
|  |                    |                    |                    |           |   |                   |                   |                   |   |  |                                |                                |                                |   |  |                      |                      |                      |  |
|  |                    |                    |                    |           |   |                   |                   |                   |   |  |                                |                                |                                |   |  |                      |                      |                      |  |
|  |                    |                    |                    |           |   |                   |                   |                   |   |  |                                | 3                              | Tijuana                        | 2 |  |                      |                      |                      |  |
|  |                    |                    |                    |           |   |                   |                   |                   |   |  |                                |                                |                                | 2 |  |                      |                      |                      |  |
|  |                    |                    | 2                  | Puebla    | 4 |                   |                   |                   |   |  |                                |                                |                                |   |  |                      |                      |                      |  |
|  |                    |                    | 2                  | Puebla    | 4 |                   |                   |                   |   |  |                                |                                |                                |   |  |                      |                      |                      |  |
|  |                    |                    |                    |           |   |                   |                   |                   |   |  |                                |                                |                                |   |  |                      |                      |                      |  |
|  |                    |                    |                    |           |   |                   |                   |                   |   |  |                                |                                |                                |   |  |                      |                      |                      |  |
|  |                    | 3                  | Quintana Roo       | 0         |   |                   |                   |                   |   |  |                                |                                |                                |   |  |                      |                      |                      |  |
|  |                    |                    |                    | 0         |   |                   |                   |                   |   |  |                                |                                |                                |   |  |                      |                      |                      |  |
|  |                    |                    | 2                  | Puebla    | 4 |                   |                   |                   |   |  |                                |                                |                                |   |  |                      |                      |                      |  |
|  |                    |                    | 2                  | Puebla    | 4 |                   |                   |                   |   |  |                                |                                |                                |   |  |                      |                      |                      |  |
|  |                    |                    |                    |           |   |                   |                   |                   |   |  |                                |                                |                                |   |  |                      |                      |                      |  |
|  |                    |                    |                    |           |   |                   |                   |                   |   |  |                                |                                |                                |   |  |                      |                      |                      |  |
|  |                    |                    |                    |           |   |                   | 2                 | Puebla            | 4 |  |                                |                                |                                |   |  |                      |                      |                      |  |
|  | Zona Sur           |                    |                    |           |   |                   | 2                 | Puebla            | 4 |  |                                |                                |                                |   |  |                      |                      |                      |  |
|  |                    |                    | 1                  | Yucatán   | 2 |                   |                   |                   |   |  |                                |                                |                                |   |  |                      |                      |                      |  |
|  |                    |                    | 1                  | Yucatán   | 2 |                   |                   |                   |   |  |                                |                                |                                |   |  |                      |                      |                      |  |
|  |                    |                    |                    |           |   |                   |                   |                   |   |  |                                |                                |                                |   |  |                      |                      |                      |  |
|  |                    |                    |                    |           |   |                   |                   |                   |   |  |                                |                                |                                |   |  |                      |                      |                      |  |
|  |                    | 4                  | Campeche           | 2         |   |                   |                   |                   |   |  |                                |                                |                                |   |  |                      |                      |                      |  |
|  |                    |                    |                    | 2         |   |                   |                   |                   |   |  |                                |                                |                                |   |  |                      |                      |                      |  |
|  |                    |                    | 1                  | Yucatán   | 4 |                   |                   |                   |   |  |                                |                                |                                |   |  |                      |                      |                      |  |
|  |                    |                    | 1                  | Yucatán   | 4 |                   |                   |                   |   |  |                                |                                |                                |   |  |                      |                      |                      |  |
|  |                    |                    |                    |           |   |                   |                   |                   |   |  |                                |                                |                                |   |  |                      |                      |                      |  |
|  |                    |                    |                    |           |   |                   |                   |                   |   |  |                                |                                |                                |   |  |                      |                      |                      |  |
|  |                    |                    |                    |           |   |                   |                   |                   |   |  |                                |                                |                                |   |  |                      |                      |                      |  |
|  |                    |                    |                    |           |   |                   |                   |                   |   |  |                                |                                |                                |   |  |                      |                      |                      |  |

|                                                                     |
| Campeón de la Liga Mexicana de Béisbol Pericos de Puebla 4.º título |

### Juego de comodines
No hubo Juego de comodines.

### Primer Playoff
| Equipo                                                                                    | 1 | 2 | 3 | 4 | 5 | 6 | 7 | 8 | 9 | C | H  | E |
| ----------------------------------------------------------------------------------------- | - | - | - | - | - | - | - | - | - | - | -- | - |
| Laguna                                                                                    | 0 | 1 | 0 | 0 | 0 | 0 | 0 | 0 | 1 | 2 | 5  | 0 |
| Monterrey                                                                                 | 0 | 0 | 0 | 5 | 0 | 0 | 2 | 1 | X | 8 | 11 | 0 |
| G: Edgar Torres (1-0, 0.00); P: Jeremy Horst (0-1, 9.00); SV: No hubo.                    |   |   |   |   |   |   |   |   |   |   |    |   |
| HR: LAG - N. Vásquez (1); MTY - M. Germán (1), R. Ríos (1), D. Sappelt (1). ASIST: 3,473. |   |   |   |   |   |   |   |   |   |   |    |   |

| Equipo                                                                       | 1 | 2 | 3 | 4 | 5 | 6 | 7 | 8 | 9 | C  | H  | E |
| ---------------------------------------------------------------------------- | - | - | - | - | - | - | - | - | - | -- | -- | - |
| Laguna                                                                       | 0 | 0 | 0 | 0 | 0 | 3 | 1 | 1 | 0 | 5  | 7  | 1 |
| Monterrey                                                                    | 0 | 0 | 4 | 7 | 0 | 0 | 0 | 2 | X | 13 | 12 | 0 |
| G: Javier Solano (1-0, 0.00); P: Danny Gutiérrez (0-1, 24.00); SV: No hubo.  |   |   |   |   |   |   |   |   |   |    |    |   |
| HR: LAG - F. Méndez (1); MTY - A. Valdez (1), Z. Almonte (1). ASIST: 16,941. |   |   |   |   |   |   |   |   |   |    |    |   |

| Equipo                                                                    | 1 | 2 | 3 | 4 | 5 | 6 | 7 | 8 | 9 | C | H  | E |
| ------------------------------------------------------------------------- | - | - | - | - | - | - | - | - | - | - | -- | - |
| Monterrey                                                                 | 1 | 0 | 1 | 7 | 0 | 0 | 0 | 0 | 0 | 9 | 14 | 0 |
| Laguna                                                                    | 1 | 0 | 1 | 1 | 1 | 0 | 0 | 0 | 0 | 4 | 12 | 1 |
| G: Mario González (1-0, 7.20); P: Walter Silva (0-1, 21.00); SV: No hubo. |   |   |   |   |   |   |   |   |   |   |    |   |
| HR: MTY - A. Rodríguez (1); LAG - J. Peña (1). ASIST: 9,185.              |   |   |   |   |   |   |   |   |   |   |    |   |

| Equipo                                                                                | 1 | 2 | 3 | 4 | 5 | 6 | 7 | 8 | 9 | C | H | E |
| ------------------------------------------------------------------------------------- | - | - | - | - | - | - | - | - | - | - | - | - |
| Monterrey                                                                             | 0 | 0 | 0 | 0 | 0 | 2 | 0 | 0 | 0 | 2 | 7 | 0 |
| Laguna                                                                                | 0 | 0 | 0 | 0 | 0 | 0 | 0 | 0 | 0 | 0 | 5 | 0 |
| G: César Carrillo (1-0, 0.00); P: Salvador Valdez (0-1, 3.18); SV: Wirfin Obispo (1). |   |   |   |   |   |   |   |   |   |   |   |   |
| HR: No hubo. ASIST: 7,367.                                                            |   |   |   |   |   |   |   |   |   |   |   |   |

| Equipo                                                                             | 1 | 2 | 3 | 4 | 5 | 6 | 7 | 8 | 9 | C | H  | E |
| ---------------------------------------------------------------------------------- | - | - | - | - | - | - | - | - | - | - | -- | - |
| Tijuana                                                                            | 0 | 0 | 0 | 2 | 2 | 0 | 1 | 0 | 0 | 5 | 11 | 0 |
| Monclova                                                                           | 1 | 0 | 0 | 1 | 0 | 0 | 0 | 0 | 1 | 3 | 11 | 0 |
| G: Mark Serrano (1-0, 0.00); P: José Oyervídez (0-1, 7.71); SV: Juan Sandoval (1). |   |   |   |   |   |   |   |   |   |   |    |   |
| HR: TIJ - O. Rosario (1); MVA - F. Peguero (1). ASIST: 6,508.                      |   |   |   |   |   |   |   |   |   |   |    |   |

| Equipo                                                                           | 1 | 2 | 3 | 4 | 5 | 6 | 7 | 8 | 9 | 10 | 11 | C | H  | E |
| -------------------------------------------------------------------------------- | - | - | - | - | - | - | - | - | - | -- | -- | - | -- | - |
| Tijuana                                                                          | 0 | 0 | 0 | 0 | 0 | 0 | 0 | 2 | 0 | 0  | 2  | 4 | 10 | 1 |
| Monclova                                                                         | 2 | 0 | 0 | 0 | 0 | 0 | 0 | 0 | 0 | 0  | 0  | 2 | 7  | 1 |
| G: Manny Barreda (1-0, 0.00); P: Arcenio León (0-1, 4.15); SV: Mark Serrano (1). |   |   |   |   |   |   |   |   |   |    |    |   |    |   |
| HR: MVA - A. Lamas (1). ASIST: 4,777.                                            |   |   |   |   |   |   |   |   |   |    |    |   |    |   |

| Equipo                                                                                | 1 | 2 | 3 | 4 | 5 | 6 | 7 | 8 | 9 | C | H  | E |
| ------------------------------------------------------------------------------------- | - | - | - | - | - | - | - | - | - | - | -- | - |
| Monclova                                                                              | 1 | 0 | 3 | 0 | 0 | 0 | 0 | 0 | 0 | 4 | 7  | 0 |
| Tijuana                                                                               | 4 | 0 | 0 | 1 | 0 | 1 | 0 | 0 | X | 6 | 14 | 0 |
| G: Horacio Ramírez (1-0, 7.20); P: Ramón Delgado (0-1, 1.93); SV: Jason Urquídez (1). |   |   |   |   |   |   |   |   |   |   |    |   |
| HR: No hubo. ASIST: 15,024.                                                           |   |   |   |   |   |   |   |   |   |   |    |   |

| Equipo                                                                            | 1 | 2 | 3 | 4 | 5 | 6 | 7 | 8 | 9 | C | H | E |
| --------------------------------------------------------------------------------- | - | - | - | - | - | - | - | - | - | - | - | - |
| Monclova                                                                          | 0 | 0 | 0 | 0 | 0 | 0 | 1 | 0 | 0 | 1 | 7 | 0 |
| Tijuana                                                                           | 0 | 0 | 0 | 0 | 0 | 2 | 0 | 0 | X | 2 | 5 | 0 |
| G: Alex Sanabia (1-0, 0.00); P: Alex Caldera (0-1, 3.00); SV: Jason Urquídez (2). |   |   |   |   |   |   |   |   |   |   |   |   |
| HR: MVA - U. Márquez (1); TIJ - A. Romero (1). ASIST: 15,989.                     |   |   |   |   |   |   |   |   |   |   |   |   |

| Equipo                                                                          | 1 | 2 | 3 | 4 | 5 | 6 | 7 | 8 | 9 | C | H | E |
| ------------------------------------------------------------------------------- | - | - | - | - | - | - | - | - | - | - | - | - |
| Campeche                                                                        | 0 | 0 | 0 | 0 | 0 | 0 | 0 | 0 | 0 | 0 | 5 | 1 |
| Yucatán                                                                         | 0 | 2 | 0 | 1 | 0 | 0 | 1 | 0 | X | 4 | 8 | 0 |
| G: Yoanner Negrín (1-0, 0.00); P: Jorge Luis Castillo (0-1, 4.50); SV: No hubo. |   |   |   |   |   |   |   |   |   |   |   |   |
| HR: No hubo. ASIST: 10,982.                                                     |   |   |   |   |   |   |   |   |   |   |   |   |

| Equipo                                                                                | 1 | 2 | 3 | 4 | 5 | 6 | 7 | 8 | 9 | C | H | E |
| ------------------------------------------------------------------------------------- | - | - | - | - | - | - | - | - | - | - | - | - |
| Campeche                                                                              | 0 | 1 | 0 | 0 | 0 | 0 | 0 | 0 | 0 | 1 | 7 | 1 |
| Yucatán                                                                               | 0 | 0 | 1 | 0 | 1 | 0 | 1 | 0 | X | 3 | 8 | 0 |
| G: Tomás Solís (1-0, 1.69); P: Francisco Campos (0-1, 3.00); SV: Pedro Rodríguez (1). |   |   |   |   |   |   |   |   |   |   |   |   |
| HR: No hubo. ASIST: 11,321.                                                           |   |   |   |   |   |   |   |   |   |   |   |   |

| Equipo                                                                                      | 1 | 2 | 3 | 4 | 5 | 6 | 7 | 8 | 9 | C | H | E |
| ------------------------------------------------------------------------------------------- | - | - | - | - | - | - | - | - | - | - | - | - |
| Yucatán                                                                                     | 0 | 0 | 0 | 0 | 0 | 0 | 1 | 0 | 0 | 1 | 6 | 1 |
| Campeche                                                                                    | 0 | 0 | 1 | 1 | 0 | 1 | 0 | 0 | X | 3 | 9 | 0 |
| G: Óscar Rivera (1-0, 1.35); P: Jonathan Castellanos (0-1, 2.45); SV: José de la Torre (1). |   |   |   |   |   |   |   |   |   |   |   |   |
| HR: YUC - R. Serrano (1). ASIST: 5,771.                                                     |   |   |   |   |   |   |   |   |   |   |   |   |

| Equipo | 1 | 2 | 3 | 4 | 5 | 6 | 7 | 8 | 9 | C  | H  | E |
| --- | - | - | - | - | - | - | - | - | - | -- | -- | - |
| Yucatán | 0 | 0 | 0 | 6 | 1 | 0 | 0 | 0 | 0 | 7  | 7  | 1 |
| Campeche | 5 | 0 | 0 | 0 | 1 | 0 | 1 | 4 | X | 11 | 13 | 4 |
| G: Johan Yan (1-0, 0.00); P: Juan Gutiérrez (0-1, 13.50); SV: No hubo.                                                |   |   |   |   |   |   |   |   |   |    |    |   |
| HR: YUC - H. Sosa (1); CAM - M. León (1), H. A. Rodríguez (1), E. Beltré (1), C. J. Retherford (1 y 2). ASIST: 5,893. |   |   |   |   |   |   |   |   |   |    |    |   |

| Equipo                                                                                      | 1 | 2 | 3 | 4 | 5 | 6 | 7 | 8 | 9 | C | H  | E |
| ------------------------------------------------------------------------------------------- | - | - | - | - | - | - | - | - | - | - | -- | - |
| Yucatán                                                                                     | 4 | 1 | 0 | 1 | 0 | 0 | 0 | 0 | 0 | 6 | 10 | 0 |
| Campeche                                                                                    | 2 | 1 | 0 | 0 | 0 | 2 | 0 | 0 | 0 | 5 | 15 | 2 |
| G: Yoanner Negrín (2-0, 2.25); P: Jorge Luis Castillo (0-2, 9.95); SV: Pedro Rodríguez (2). |   |   |   |   |   |   |   |   |   |   |    |   |
| HR: CAM - E. Beltré (2), Y. Guerra (1). ASIST: 5,811.                                       |   |   |   |   |   |   |   |   |   |   |    |   |

| Equipo                                                                    | 1 | 2 | 3 | 4 | 5 | 6 | 7 | 8 | 9 | C | H  | E |
| ------------------------------------------------------------------------- | - | - | - | - | - | - | - | - | - | - | -- | - |
| Campeche                                                                  | 0 | 0 | 0 | 0 | 0 | 0 | 1 | 0 | 0 | 1 | 6  | 2 |
| Yucatán                                                                   | 2 | 0 | 0 | 0 | 5 | 0 | 0 | 0 | X | 7 | 10 | 0 |
| G: Tomás Solís (2-0, 1.46); P: Francisco Campos (0-2, 4.35); SV: No hubo. |   |   |   |   |   |   |   |   |   |   |    |   |
| HR: No hubo. ASIST: 12,000.                                               |   |   |   |   |   |   |   |   |   |   |    |   |

| Equipo                                                                   | 1 | 2 | 3 | 4 | 5 | 6 | 7 | 8 | 9 | C | H  | E |
| ------------------------------------------------------------------------ | - | - | - | - | - | - | - | - | - | - | -- | - |
| Quintana Roo                                                             | 0 | 0 | 0 | 0 | 0 | 0 | 0 | 0 | 0 | 0 | 2  | 1 |
| Puebla                                                                   | 2 | 0 | 2 | 0 | 3 | 1 | 0 | 1 | X | 9 | 14 | 1 |
| G: Orlando Lara (1-0, 0.00); P: Julián Arballo (0-1, 6.75); SV: No hubo. |   |   |   |   |   |   |   |   |   |   |    |   |
| HR: PUE - D. Barton (1), C. Tapia (1). ASIST: 10,418.                    |   |   |   |   |   |   |   |   |   |   |    |   |

| Equipo                                                                  | 1 | 2 | 3 | 4 | 5 | 6 | 7 | 8 | 9 | C | H | E |
| ----------------------------------------------------------------------- | - | - | - | - | - | - | - | - | - | - | - | - |
| Quintana Roo                                                            | 0 | 0 | 0 | 0 | 1 | 0 | 0 | 0 | 0 | 1 | 6 | 1 |
| Puebla                                                                  | 2 | 0 | 0 | 0 | 0 | 0 | 0 | 4 | X | 6 | 7 | 2 |
| G: Mauricio Lara (1-0, 1.42); P: Pablo Ortega (0-1, 1.50); SV: No hubo. |   |   |   |   |   |   |   |   |   |   |   |   |
| HR: No hubo. ASIST: 12,102.                                             |   |   |   |   |   |   |   |   |   |   |   |   |

| Equipo                                                                           | 1 | 2 | 3 | 4 | 5 | 6 | 7 | 8 | 9 | C | H  | E |
| -------------------------------------------------------------------------------- | - | - | - | - | - | - | - | - | - | - | -- | - |
| Puebla                                                                           | 0 | 0 | 1 | 2 | 0 | 0 | 0 | 0 | 1 | 4 | 10 | 2 |
| Quintana Roo                                                                     | 0 | 0 | 2 | 0 | 0 | 0 | 0 | 0 | 0 | 2 | 4  | 1 |
| G: Wes Torrez (1-0, 0.00); P: Francisley Bueno (0-1, 4.50); SV: Chad Gaudin (1). |   |   |   |   |   |   |   |   |   |   |    |   |
| HR: No hubo. ASIST: 6,972.                                                       |   |   |   |   |   |   |   |   |   |   |    |   |

| Equipo                                                                            | 1 | 2 | 3 | 4 | 5 | 6 | 7 | 8 | 9 | C | H  | E |
| --------------------------------------------------------------------------------- | - | - | - | - | - | - | - | - | - | - | -- | - |
| Puebla                                                                            | 0 | 0 | 0 | 2 | 0 | 0 | 1 | 4 | 0 | 7 | 10 | 0 |
| Quintana Roo                                                                      | 1 | 0 | 0 | 0 | 4 | 0 | 0 | 0 | 0 | 5 | 9  | 1 |
| G: Carlos Bustamante (1-0, 0.00); P: Josh Judy (0-1, 40.50); SV: Chad Gaudin (2). |   |   |   |   |   |   |   |   |   |   |    |   |
| HR: PUE - D. Barton (2). ASIST: 6,490.                                            |   |   |   |   |   |   |   |   |   |   |    |   |

### Series de Campeonato
| Equipo                                                                              | 1 | 2 | 3 | 4 | 5 | 6 | 7 | 8 | 9 | C | H | E |
| ----------------------------------------------------------------------------------- | - | - | - | - | - | - | - | - | - | - | - | - |
| Tijuana                                                                             | 0 | 0 | 0 | 0 | 0 | 0 | 0 | 0 | 0 | 0 | 5 | 0 |
| Monterrey                                                                           | 0 | 1 | 0 | 2 | 0 | 0 | 0 | 0 | X | 3 | 5 | 0 |
| G: Édgar González (1-0, 0.00); P: Barry Enright (0-1, 3.86); SV: Wirfin Obispo (1). |   |   |   |   |   |   |   |   |   |   |   |   |
| HR: MTY - A. Murillo (1). ASIST: 21,214.                                            |   |   |   |   |   |   |   |   |   |   |   |   |

| Equipo                                                                            | 1 | 2 | 3 | 4 | 5 | 6 | 7 | 8 | 9 | C | H | E |
| --------------------------------------------------------------------------------- | - | - | - | - | - | - | - | - | - | - | - | - |
| Tijuana                                                                           | 0 | 0 | 0 | 0 | 0 | 0 | 0 | 0 | 0 | 0 | 3 | 0 |
| Monterrey                                                                         | 0 | 1 | 0 | 0 | 0 | 2 | 0 | 0 | X | 3 | 9 | 0 |
| G: Mario González (1-0, 0.00); P: Miguel Peña (0-1, 4.50); SV: Wirfin Obispo (2). |   |   |   |   |   |   |   |   |   |   |   |   |
| HR: MTY - A. Murillo (2). ASIST: 25,896.                                          |   |   |   |   |   |   |   |   |   |   |   |   |

| Equipo                                                                                       | 1 | 2 | 3 | 4 | 5 | 6 | 7 | 8 | 9 | C | H  | E |
| -------------------------------------------------------------------------------------------- | - | - | - | - | - | - | - | - | - | - | -- | - |
| Monterrey                                                                                    | 0 | 0 | 0 | 0 | 0 | 1 | 0 | 0 | 0 | 1 | 5  | 3 |
| Tijuana                                                                                      | 0 | 0 | 1 | 1 | 0 | 1 | 5 | 1 | X | 9 | 11 | 0 |
| G: Alex Sanabia (1-0, 1.50); P: César Carrillo (0-1, 1.93); SV: No hubo.                     |   |   |   |   |   |   |   |   |   |   |    |   |
| HR: MTY - D. Sappelt (1); TIJ - J. Apodaca (1), O. Rosario (1), R. López (1). ASIST: 15,018. |   |   |   |   |   |   |   |   |   |   |    |   |

| Equipo                                                                                | 1 | 2 | 3 | 4 | 5 | 6 | 7 | 8 | 9 | C | H  | E |
| ------------------------------------------------------------------------------------- | - | - | - | - | - | - | - | - | - | - | -- | - |
| Monterrey                                                                             | 0 | 0 | 1 | 0 | 0 | 0 | 0 | 0 | 0 | 1 | 12 | 0 |
| Tijuana                                                                               | 0 | 0 | 0 | 0 | 2 | 0 | 0 | 0 | X | 2 | 6  | 0 |
| G: Horacio Ramírez (1-0, 1.69); P: Javier Solano (0-1, 1.74); SV: Jason Urquídez (1). |   |   |   |   |   |   |   |   |   |   |    |   |
| HR: No hubo. ASIST: 15,891.                                                           |   |   |   |   |   |   |   |   |   |   |    |   |

| Equipo                                                                               | 1 | 2 | 3 | 4 | 5 | 6 | 7 | 8 | 9 | C | H | E |
| ------------------------------------------------------------------------------------ | - | - | - | - | - | - | - | - | - | - | - | - |
| Monterrey                                                                            | 0 | 0 | 0 | 0 | 0 | 0 | 0 | 0 | 0 | 0 | 7 | 0 |
| Tijuana                                                                              | 0 | 1 | 0 | 1 | 0 | 0 | 0 | 0 | X | 2 | 6 | 0 |
| G: Barry Enright (1-1, 2.13); P: Édgar González (1-1, 1.29); SV: Jason Urquídez (2). |   |   |   |   |   |   |   |   |   |   |   |   |
| HR: TIJ - D. Martin (1). ASIST: 17,362.                                              |   |   |   |   |   |   |   |   |   |   |   |   |

| Equipo                                                                             | 1 | 2 | 3 | 4 | 5 | 6 | 7 | 8 | 9 | C | H  | E |
| ---------------------------------------------------------------------------------- | - | - | - | - | - | - | - | - | - | - | -- | - |
| Tijuana                                                                            | 1 | 1 | 0 | 0 | 0 | 0 | 0 | 0 | 1 | 3 | 12 | 0 |
| Monterrey                                                                          | 1 | 0 | 0 | 2 | 0 | 2 | 0 | 0 | X | 5 | 9  | 1 |
| G: Mario González (2-0, 1.00); P: Rafael Díaz (0-1, 54.00); SV: Wirfin Obispo (3). |   |   |   |   |   |   |   |   |   |   |    |   |
| HR: No hubo. ASIST: 20,603.                                                        |   |   |   |   |   |   |   |   |   |   |    |   |

| Equipo                                                                              | 1 | 2 | 3 | 4 | 5 | 6 | 7 | 8 | 9 | C | H  | E |
| ----------------------------------------------------------------------------------- | - | - | - | - | - | - | - | - | - | - | -- | - |
| Tijuana                                                                             | 0 | 0 | 0 | 1 | 0 | 3 | 1 | 0 | 0 | 5 | 13 | 0 |
| Monterrey                                                                           | 1 | 0 | 0 | 0 | 0 | 0 | 0 | 1 | 0 | 2 | 9  | 1 |
| G: Alex Sanabia (2-0, 1.42); P: César Carrillo (0-2, 2.79); SV: Jason Urquídez (3). |   |   |   |   |   |   |   |   |   |   |    |   |
| HR: TIJ - D. Martin (2), R. López (2). ASIST: 25,621.                               |   |   |   |   |   |   |   |   |   |   |    |   |

| Equipo                                                                             | 1 | 2 | 3 | 4 | 5 | 6 | 7 | 8 | 9 | 10 | 11 | 12 | 13 | C | H | E |
| ---------------------------------------------------------------------------------- | - | - | - | - | - | - | - | - | - | -- | -- | -- | -- | - | - | - |
| Puebla                                                                             | 0 | 0 | 0 | 0 | 0 | 1 | 0 | 0 | 0 | 0  | 0  | 0  | 1  | 2 | 9 | 0 |
| Yucatán                                                                            | 0 | 1 | 0 | 0 | 0 | 0 | 0 | 0 | 0 | 0  | 0  | 0  | 0  | 1 | 6 | 0 |
| G: Arturo Barradas (1-0, 0.00); P: Jesús Barraza (0-1, 5.40); SV: Chad Gaudin (1). |   |   |   |   |   |   |   |   |   |    |    |    |    |   |   |   |
| HR: PUE - W. Taveras (1). ASIST: 12,000.                                           |   |   |   |   |   |   |   |   |   |    |    |    |    |   |   |   |

| Equipo                                                                    | 1 | 2 | 3 | 4 | 5 | 6 | 7 | 8 | 9 | C | H  | E |
| ------------------------------------------------------------------------- | - | - | - | - | - | - | - | - | - | - | -- | - |
| Puebla                                                                    | 0 | 2 | 0 | 0 | 0 | 0 | 0 | 2 | 0 | 4 | 13 | 1 |
| Yucatán                                                                   | 0 | 0 | 0 | 0 | 0 | 0 | 0 | 0 | 0 | 0 | 5  | 2 |
| G: Mauricio Lara (1-0, 0.00); P: Yoanner Negrín (0-1, 3.00); SV: No hubo. |   |   |   |   |   |   |   |   |   |   |    |   |
| HR: PUE - R. Rivera (1). ASIST: 11,000.                                   |   |   |   |   |   |   |   |   |   |   |    |   |

| Equipo                                                                           | 1 | 2 | 3 | 4 | 5 | 6 | 7 | 8 | 9 | C | H  | E |
| -------------------------------------------------------------------------------- | - | - | - | - | - | - | - | - | - | - | -- | - |
| Yucatán                                                                          | 0 | 0 | 0 | 0 | 0 | 0 | 1 | 2 | 0 | 3 | 7  | 1 |
| Puebla                                                                           | 1 | 0 | 2 | 1 | 0 | 1 | 0 | 0 | X | 5 | 12 | 0 |
| G: Travis Blackley (1-0, 1.29); P: Tomás Solís (0-1, 9.00); SV: Chad Gaudin (2). |   |   |   |   |   |   |   |   |   |   |    |   |
| HR: YUC - J. Valdez (1). ASIST: 12,112.                                          |   |   |   |   |   |   |   |   |   |   |    |   |

| Equipo                                                                         | 1 | 2 | 3 | 4 | 5 | 6 | 7 | 8 | 9 | C | H  | E |
| ------------------------------------------------------------------------------ | - | - | - | - | - | - | - | - | - | - | -- | - |
| Yucatán                                                                        | 1 | 0 | 1 | 1 | 0 | 0 | 0 | 2 | 0 | 5 | 11 | 1 |
| Puebla                                                                         | 0 | 0 | 0 | 1 | 0 | 0 | 0 | 0 | 0 | 1 | 5  | 0 |
| G: Jonathan Castellanos (1-0, 1.59); P: Henry García (0-1, 7.36); SV: No hubo. |   |   |   |   |   |   |   |   |   |   |    |   |
| HR: YUC - R. Serrano (1). ASIST: 12,112.                                       |   |   |   |   |   |   |   |   |   |   |    |   |

| Equipo                                                                   | 1 | 2 | 3 | 4 | 5 | 6 | 7 | 8 | 9 | C | H  | E |
| ------------------------------------------------------------------------ | - | - | - | - | - | - | - | - | - | - | -- | - |
| Yucatán                                                                  | 4 | 0 | 1 | 0 | 0 | 1 | 1 | 2 | 0 | 9 | 14 | 0 |
| Puebla                                                                   | 0 | 0 | 0 | 0 | 0 | 0 | 0 | 1 | 0 | 1 | 8  | 3 |
| G: Yoanner Negrín (1-1, 1.42); P: Orlando Lara (0-1, 1.50); SV: No hubo. |   |   |   |   |   |   |   |   |   |   |    |   |
| HR: YUC - R. Serrano (2). ASIST: 12,112.                                 |   |   |   |   |   |   |   |   |   |   |    |   |

| Equipo                                                                 | 1 | 2 | 3 | 4 | 5 | 6 | 7 | 8 | 9 | 10 | 11 | 12 | 13 | C | H | E |
| ---------------------------------------------------------------------- | - | - | - | - | - | - | - | - | - | -- | -- | -- | -- | - | - | - |
| Puebla                                                                 | 0 | 0 | 0 | 0 | 0 | 0 | 1 | 1 | 0 | 0  | 0  | 1  | 1  | 4 | 8 | 0 |
| Yucatán                                                                | 0 | 0 | 1 | 1 | 0 | 0 | 0 | 0 | 0 | 0  | 0  | 1  | 0  | 3 | 9 | 2 |
| G: Chad Gaudin (1-0, 2.25); P: Jesús Barraza (0-2, 4.50); SV: No hubo. |   |   |   |   |   |   |   |   |   |    |    |    |    |   |   |   |
| HR: PUE - D. Barton (1). ASIST: 12,000.                                |   |   |   |   |   |   |   |   |   |    |    |    |    |   |   |   |

### Serie del Rey
Los Pericos de Puebla conquistaron su cuarto título (segundo como Pericos) en la Liga Mexicana de Béisbol y alzaron la Copa Zaachila, al superar 4-2 a los Toros de Tijuana en la Serie del Rey. La última vez que una novena poblana se coronó con el mote de Pericos de Puebla, fue en 1963, mientras que el último campeonato para un equipo de origen poblano fue para los Ángeles Negros de Puebla en 1986.
El trofeo de Jugador Más Valioso fue para el lanzador australiano Travis Blackley de Pericos, pieza importante en el campeonato tras lograr par de victorias. Abrió los juegos 2 y 6 de la Serie del Rey, ambos en calidad de visitante.

#### Pueblavs.Tijuana

##### Juego 1
7 de septiembre de 2016; Estadio Gasmart, Tijuana, Baja California.
| Equipo                                                                 | 1 | 2 | 3 | 4 | 5 | 6 | 7 | 8 | 9 | C | H | E |
| ---------------------------------------------------------------------- | - | - | - | - | - | - | - | - | - | - | - | - |
| Puebla                                                                 | 0 | 0 | 0 | 0 | 0 | 0 | 0 | 0 | 0 | 0 | 5 | 0 |
| Tijuana                                                                | 0 | 0 | 0 | 0 | 0 | 0 | 0 | 0 | 1 | 1 | 3 | 0 |
| G: Juan Sandoval (1-0, 0.00); P: Carlos Bustamante (-, ); SV: No hubo. |   |   |   |   |   |   |   |   |   |   |   |   |
| HR: TIJ - D. Martin (1). ASIST: 17,399.                                |   |   |   |   |   |   |   |   |   |   |   |   |

- Tijuana lidera la serie 1-0.

##### Juego 2
8 de septiembre de 2016; Estadio Gasmart, Tijuana, Baja California.
| Equipo                                                                             | 1 | 2 | 3 | 4 | 5 | 6 | 7 | 8 | 9 | C | H  | E |
| ---------------------------------------------------------------------------------- | - | - | - | - | - | - | - | - | - | - | -- | - |
| Puebla                                                                             | 0 | 1 | 0 | 3 | 0 | 0 | 0 | 1 | 1 | 6 | 13 | 0 |
| Tijuana                                                                            | 0 | 0 | 0 | 0 | 1 | 2 | 0 | 0 | 0 | 3 | 4  | 0 |
| G: Travis Blackley (1-0, 4.76); P: Barry Enright (0-1, 9.82); SV: Chad Gaudin (1). |   |   |   |   |   |   |   |   |   |   |    |   |
| HR: PUE - C. Tapia (1); TIJ - D. Martin (2). ASIST: 17,649.                        |   |   |   |   |   |   |   |   |   |   |    |   |

- Serie empatada a 1.

##### Juego 3
10 de septiembre de 2016; Estadio Hermanos Serdán, Puebla, Puebla.
| Equipo | 1 | 2 | 3 | 4 | 5 | 6 | 7 | 8 | 9 | C | H  | E |
| --- | - | - | - | - | - | - | - | - | - | - | -- | - |
| Tijuana | 0 | 0 | 1 | 0 | 0 | 0 | 0 | 4 | 0 | 5 | 11 | 1 |
| Puebla | 0 | 0 | 2 | 2 | 2 | 1 | 0 | 1 | X | 8 | 11 | 2 |
| G: Mauricio Lara (1-0, 1.29); P: Alex Sanabia (0-1, 6.23); SV: Chad Gaudin (2).                                                 |   |   |   |   |   |   |   |   |   |   |    |   |
| HR: TIJ - C. Valencia (1), D. Martin (3); PUE - R. Rivera (1), D. Barton (1), J. M. Rodríguez (1), C. Tapia (2). ASIST: 12,112. |   |   |   |   |   |   |   |   |   |   |    |   |

- Puebla lidera la serie 2-1.

##### Juego 4
11 de septiembre de 2016; Estadio Hermanos Serdán, Puebla, Puebla.
| Equipo                                                                  | 1 | 2 | 3 | 4 | 5 | 6 | 7 | 8 | 9 | C | H | E |
| ----------------------------------------------------------------------- | - | - | - | - | - | - | - | - | - | - | - | - |
| Tijuana                                                                 | 1 | 0 | 0 | 0 | 0 | 0 | 0 | 0 | 0 | 1 | 6 | 0 |
| Puebla                                                                  | 1 | 0 | 0 | 4 | 0 | 0 | 0 | 0 | X | 5 | 9 | 0 |
| G: Héctor Galván (1-0, 1.80); P: Miguel Peña (0-1, 13.50); SV: No hubo. |   |   |   |   |   |   |   |   |   |   |   |   |
| HR: No hubo. ASIST: 12,112.                                             |   |   |   |   |   |   |   |   |   |   |   |   |

- Puebla lidera la serie 3-1.

##### Juego 5
12 de septiembre de 2016; Estadio Hermanos Serdán, Puebla, Puebla.
| Equipo                                                                  | 1 | 2 | 3 | 4 | 5 | 6 | 7 | 8 | 9 | C | H  | E |
| ----------------------------------------------------------------------- | - | - | - | - | - | - | - | - | - | - | -- | - |
| Tijuana                                                                 | 0 | 0 | 1 | 0 | 0 | 0 | 0 | 0 | 8 | 9 | 11 | 1 |
| Puebla                                                                  | 0 | 0 | 0 | 0 | 1 | 1 | 0 | 0 | 0 | 2 | 11 | 2 |
| G: Jason Urquídez (1-0, 2.45); P: Chad Gaudin (0-1, 6.75); SV: No hubo. |   |   |   |   |   |   |   |   |   |   |    |   |
| HR: TIJ - R. López (1). ASIST: 12,112.                                  |   |   |   |   |   |   |   |   |   |   |    |   |

- Puebla lidera la serie 3-2.

##### Juego 6
14 de septiembre de 2016; Estadio Gasmart, Tijuana, Baja California.
| Equipo                                                                             | 1 | 2 | 3 | 4 | 5 | 6 | 7 | 8 | 9 | C | H  | E |
| ---------------------------------------------------------------------------------- | - | - | - | - | - | - | - | - | - | - | -- | - |
| Puebla                                                                             | 0 | 0 | 0 | 0 | 0 | 1 | 0 | 0 | 1 | 2 | 10 | 0 |
| Tijuana                                                                            | 0 | 0 | 0 | 0 | 0 | 0 | 0 | 0 | 0 | 0 | 3  | 1 |
| G: Travis Blackley (2-0, 1.98); P: Barry Enright (0-2, 4.35); SV: Chad Gaudin (3). |   |   |   |   |   |   |   |   |   |   |    |   |
| HR: PUE - D. Barton (2). ASIST: 17,893.                                            |   |   |   |   |   |   |   |   |   |   |    |   |

- Puebla gana la serie 4-2.[36]

## Líderes
A continuación se muestran los lideratos tanto individuales como colectivos de los diferentes departamentos de bateo y de pitcheo.

### Bateo
| Categoría           | Individual                                                  | Marca | Colectivo                                      | Marca |
| ------------------- | ----------------------------------------------------------- | ----- | ---------------------------------------------- | ----- |
| Porcentaje          | César Tapia (PUE)                                           | .383  | Diablos Rojos del México Sultanes de Monterrey | .303  |
| Carreras Producidas | Diory Hernández (AGS)                                       | 97    | Sultanes de Monterrey                          | 621   |
| Home Runs           | Alex Valdez (MTY)                                           | 30    | Sultanes de Monterrey                          | 121   |
| Carreras Anotadas   | Chris Roberson (MTY)                                        | 80    | Sultanes de Monterrey                          | 655   |
| Hits                | Justin Greene (SAL)                                         | 145   | Diablos Rojos del México                       | 1,181 |
| Dobles              | Ricky Álvarez (LAG) Cyle Hankerd (MEX) Chris Roberson (MTY) | 31    | Sultanes de Monterrey                          | 228   |
| Triples             | Rubén Sosa (LAG)                                            | 10    | Vaqueros Laguna                                | 27    |
| Bases Robadas       | Justin Greene (SAL) Christian Zazueta (SAL)                 | 39    | Saraperos de Saltillo                          | 114   |
| Slugging            | César Tapia (PUE)                                           | .662  | Sultanes de Monterrey                          | .464  |

### Pitcheo
| Categoría         | Individual           | Marca | Colectivo                            | Marca |
| ----------------- | -------------------- | ----- | ------------------------------------ | ----- |
| Efectividad       | Josh Lowey (MVA)     | 1.65  | Tigres de Quintana Roo               | 3.05  |
| Juegos Ganados    | Yoanner Negrín (YUC) | 18    | Leones de Yucatán                    | 77    |
| Ponches           | Josh Lowey (MVA)     | 131   | Acereros del Norte                   | 862   |
| Entradas Lanzadas | Yoanner Negrín (YUC) | 141.1 | Acereros del Norte                   | 993.2 |
| Juegos Completos  | Yoanner Negrín (YUC) | 4     | Sultanes de Monterrey                | 6     |
| Blanqueadas       | Yoanner Negrín (YUC) | 3     | Leones de Yucatán                    | 19    |
| Juegos Salvados   | Arcenio León (MVA)   | 36    | Acereros del Norte Pericos de Puebla | 40    |
| WHIP              | Josh Lowey (MVA)     | 0.93  | Tigres de Quintana Roo               | 1.21  |

## Designaciones
| Designación         | Ganador                | Equipo              |
| ------------------- | ---------------------- | ------------------- |
| Jugador más valioso | César Tapia            | Pericos de Puebla   |
| Pitcher del año     | Yoanner Negrín         | Leones de Yucatán   |
| Relevista del año   | Arcenio León           | Acereros del Norte  |
| Novato del año      | Isaac Rodríguez        | Toros de Tijuana    |
| Retorno del año     | Francisco Campos       | Piratas de Campeche |
| Mánager del año     | Willie Romero          | Leones de Yucatán   |
| Ejecutivo del año   | Gerardo Benavides Pape | Pericos de Puebla   |

## Guantes de Oro
A continuación se muestran a los ganadores de los Guantes de Oro:
| Posición            | Ganador                 | Porcentaje |
| ------------------- | ----------------------- | ---------- |
| Lanzador            | Mauricio Lara (PUE)     | 1.000      |
| Receptor            | Luis Flores (MTY)       | 1.000      |
| Primera base        | Daric Barton (PUE)      | .996       |
| Segunda base        | Luis Borges (SAL)       | .994       |
| Tercera base        | Ricardo Serrano (YUC)   | .980       |
| Parador en corto    | Kevin Flores (YUC)      | .980       |
| Jardinero izquierdo | Yancarlo Angulo (OAX)   | .993       |
| Jardinero central   | Justin Greene (SAL)     | .991       |
| Jardinero derecho   | José Juan Aguilar (YUC) | 1.000      |

## Acontecimientos relevantes
- 5 de abril: Juan Martínez, de los Rojos del Águila de Veracruz, bateó el ciclo además de producir cinco carreras para llevar a su equipo a una victoria por pizarra de 11-3 sobre los Delfines del Carmen, en un juego disputado en el Estadio Resurgimiento de Ciudad del Carmen, Campeche.[46]
- 6 de abril: Los Leones de Yucatán conectaron 13 imparables en el quinto inning con el que implantaron un nuevo récord de más hits conectados por un club en una entrada, al imponerse a los Guerreros de Oaxaca por 19-18 en el Estadio Eduardo Vasconcelos de Oaxaca, Oaxaca.[47]
- 10 de abril: Los Sultanes de Monterrey impusieron un nuevo récord de asistencia en temporada regular ante los Saraperos de Saltillo en el Estadio de Béisbol Monterrey de Monterrey, Nuevo León; siendo registrada una entrada de 25,845 aficionados.[48]
- 15 de abril: Jorge Vázquez, Jorge Cantú, el italiano Alex Liddi y Carlos Alberto Gastélum, de los Tigres de Quintana Roo, conectaron cuatro home runs en una misma entrada, para convertirse en el duodécimo club en la historia del circuito en lograrlo, en la victoria de su equipo ante los Sultanes de Monterrey por 11 a 4 en el Estadio Beto Ávila de Cancún, Quintana Roo.[49]
- 15 de abril: Oswaldo Morejón, de los Leones de Yucatán, disparó su imparable 2,000 en la LMB, en la derrota de su equipo ante los Broncos de Reynosa por 6 a 0, en un partido disputado en el Parque Kukulcán Álamo de Mérida, Yucatán.[50]
- 22 de abril: De los exámenes antidopaje se informó sobre cuatro resultados adversos. A dichos jugadores se les suspendió 50 juegos en la LMB, los cuales debieron de cumplir estando registrados en alguna lista de reserva.[51]

1. Juan Pablo Alvarado Sánchez, Broncos de Reynosa, nandrolona.
2. Miguel Rodríguez Méndez, Guerreros de Oaxaca, esteroides.
3. Carlos Eduardo López Bojórquez, Guerreros de Oaxaca, esteroides.
4. Eduardo Álvarez Cabrera, Leones de Yucatán, testosterona.

- 28 de abril: Héctor Hernández, de los Broncos de Reynosa, bateó el ciclo en la derrota de su equipo ante los Rieleros de Aguascalientes por pizarra de 14-10, en un juego disputado en el Parque Alberto Romo Chávez de Aguascalientes, Aguascalientes.[52]
- 29 de abril: Leo Heras, de los Diablos Rojos del México, se robó el home en la victoria de su equipo ante los Vaqueros Laguna por pizarra de 9-8, en un juego disputado en el Estadio Fray Nano de la Ciudad de México.[53]
- 10 de mayo: Humberto Sosa, de los Leones de Yucatán, recibió tres pelotazos consecutivos para empatar la marca de la LMB, mientras que un total de cinco Leones fueron golpeados para imponer un nuevo récord en el circuito, en la victoria del equipo yucateco ante los Tigres de Quintana Roo por pizarra de 13-8, en un partido disputado en el Parque Kukulcán Álamo de Mérida, Yucatán.[54][55]
- 17 de mayo: Rojos del Águila de Veracruz y Olmecas de Tabasco establecieron una nueva marca al utilizar a 19 lanzadores entre ambos clubes, en la victoria del equipo tabasqueño por pizarra de 6-5 en 23 entradas, sin embargo la marca de más pitchers utilizados en un juego es de 17; pero este récord solo contempla encuentros de nueve entradas en los registros del Quién es Quién. El juego duró siete horas y 34 minutos y se disputó en el Parque Centenario 27 de Febrero de Villahermosa, Tabasco. Este partido igualó en duración de episodios al del 28 de abril de 1977 entre Rieleros de Aguascalientes y Cafeteros de Córdoba y el del 30 de junio de 2001 en el que se midieron Diablos Rojos del México y Rojos del Águila de Veracruz.[56][57]
- 21 de mayo: De los exámenes antidopaje se informó sobre tres resultados adversos. A dichos jugadores se les suspendió 50 juegos en la LMB, los cuales debieron de cumplir estando registrados en alguna lista de reserva.[58]

1. Isaac Rodríguez, Vaqueros Laguna, esteroides (epitrembolone).
2. Rafael Lago Silva, Rojos del Águila de Veracruz, esteroides (stanozolol y metabolitos).
3. Luis Alberto de Jesús, Pericos de Puebla, esteroides (stanozolol y metabolitos).

- 30 de mayo: Se informó que el jugador venezolano Jonathan Herrera, de los Rojos del Águila de Veracruz, quedó suspendido por el resto de la temporada, al encontrársele un bate ilegal.[59]
- 30 de mayo: Yoanner Negrín, de los Leones de Yucatán, lanzó toda la ruta para lograr un récord histórico con su equipo en la victoria por 7-1 sobre los Olmecas de Tabasco. El lanzador melenudo blanqueó a Tabasco hasta el séptimo rollo, llegando a 38.1 innings consecutivos sin permitir carrera para imponer nueva marca del club; superando los 36 de Andrés Belman (1985) y Ravelo Manzanillo (2001).[60]
- 4 de junio: El italiano Alex Liddi, de los Tigres de Quintana Roo, se convirtió en el primer jugador europeo en ganar un Derby de Jonrones, dentro del marco del LXXXIV Juego de Estrellas en el Estadio de Béisbol Monterrey.[61]
- 12 de junio: El estadounidense naturalizado mexicano Chris Roberson, el dominicano Zoilo Almonte, el cubano Félix Pérez y el quisqueyano Alex Valdez, de los Sultanes de Monterrey, empataron el récord de más cuadrangulares en una entrada, con cuatro, frente a los lanzamientos del venezolano Néstor Molina, en el empate a 6 carreras entre su equipo y los Guerreros de Oaxaca, en un juego recortado a cinco entradas debido a la lluvia disputado en el Estadio Eduardo Vasconcelos de Oaxaca, Oaxaca.[62]
- 21 de junio: El primer juego de la serie entre Vaqueros Laguna vs. Guerreros de Oaxaca a realizarse en el Estadio Eduardo Vasconcelos de Oaxaca, Oaxaca; fue suspendido debido a los hechos registrados el fin de semana previo en dicha entidad.[63]
- 28 de junio: La LMB conmemoró el 91 aniversario de su primer juego, realizado en el Parque Franco-Inglés. El México enfrentó al Agraria, venciéndolo por pizarra de 7-5 en 14 entradas.[64]
- 17 de julio: La LMB anunció que el 10 y 11 de noviembre de 2016, la Selección de béisbol de México sostendría dos juegos de exhibición ante la Selección de béisbol de Japón, en el Tokyo Dome.[65]
- 2 de agosto: Gaudencio Aguirre, de los Delfines del Carmen, empató el récord de José Luis "Chicken" García con 932 salidas de por vida, en un partido disputado ante los Rojos del Águila de Veracruz en el Estadio Resurgimiento de Ciudad del Carmen, Campeche.[66]
- 4 de agosto: En el juego entre Broncos de Reynosa y Toros de Tijuana, celebrado en el Estadio Gasmart, se puso en marcha el programa piloto para establecer la repetición para la consulta de jugadas que sean desafiadas por los mánagers.[67]
- 5 de agosto: El lanzador veracruzano Gaudencio Aguirre, de los Delfines del Carmen, impuso nuevo récord con 933 apariciones de por vida, en un partido disputado ante los Olmecas de Tabasco en el Parque Centenario 27 de Febrero de Villahermosa, Tabasco.[68]
- 12 de agosto: El dominicano Willy Taveras, de los Pericos de Puebla, implantó un nuevo récord de más hits conectados en forma consecutiva, con 13. Taveras se fue de 4-4 en el último juego de la serie ante Rojos del Águila de Veracruz, el 10 de agosto. En el primer juego de la serie frente a Guerreros de Oaxaca, el 11 de agosto, bateó de 4-4; y cerró la temporada el 12 de agosto, ante los bélicos, con una jornada de 5-5, para ligar su decimotercer imparable.[69]
- 14 de diciembre: Fallece en la madrugada el "Sargento Metralla" Tomás Herrera en la ciudad de Saltillo, Coahuila, quien fue uno de los mánagers icónicos de la LMB tras brillar en la década de los sesenta y setenta.[70]